# Juan Darthés
Juan Darthés, pseudónimo de Juan Rafael Pacífico Dabul (São Paulo, 28 de outubro de 1964), é um ator e cantor de tangos argentino de origem brasileira. Entre seus trabalhos mais conhecidos na televisão, encontram-se: Pasiones, Una voz en el teléfono, El precio del poder, Por siempre mujercitas, Gasoleros, Primicias, Ilusões compartilhadas, 099 Central, Soy Gitano, Culpable de este amor, Se dice amor, Patito feo, Dulce amor, Camino al amor, Los ricos no piden permiso e Simona, sua última telenovela.

## Biografia
É filho da atriz Leyla Dartel (Leyla Dabul, atuou em vários filmes argentinos e uma co-produção germano-argentina, Cerro Guanaco, dos anos 50) e do cantor de tangos e ator portenho Oscar Fuentes (Juan Pacífico, 1930-2014).
Passou sua infância e juventude em Temperley, ao sul do Grande Buenos Aires.
É egresso da Escola Municipal de Arte Dramática de Buenos Aires.[carece de fontes?]
Seu nome artístico, Darthés, é uma conjugação dos nomes artísticos de sua mãe (Dartel) e de seu pai (Fuentes). [carece de fontes?]
Participou em numerosas novelas como: Por siempre mujercitas, Gasoleros, Primicias, Ilusiones compartidas, 099 central, Soy gitano, Culpable deste amor, Se dice amor, Patito feio, Dulce amor, Los ricos no piden permiso, entre outras.

## Denúncias por abusos sexuais e violação
Em 2017 foi acusado de assédio sexual sem denúncia penal pela atriz Calu Rivero durante as filmagens da telenovela Dulce amor. Darthés defendeu-se das acusações citando o seguinte comentário que Rivero disse via Twitter em 2013: Já faz vários dias disse que com Juan Darthes não passou nada. NÃO HOUVE ASSÉDIO SEXUAL. Não quero falar mais do tema. As atrizes Anita Coacci e Natalia Juncos somaram-se às acusações mediáticas. As denúncias foram desestimadas depois de carecer de provas ou evidência alguma.
Em 11 de dezembro de 2018, a atriz Thelma Fardín acompanhada pelo grupo coletivo denominado Atrizes Argentinas, com o lema Mirá como nos pomos (em referência a uma suposta frase que Darthés ter-lhe-ia dito a Fardín), o denunciou publicamente de abuso sexual mediante a difusão de uma autogravação em onde relatava um fato ocorrido na Nicarágua vários anos atrás. Ao mesmo tempo, junto a sua advogada Sabrina Cartabia, constatou-se que tinha ficado enraizado a denúncia penal na Promotoria de Violência de Gênero do país centro-americano, que a atriz tinha realizado uns dias antes, em 4 de dezembro. Segundo foi constatado na denúncia da atriz, o abuso ocorreu supostamente em 17 de maio de 2009, quando ela tinha 16 anos e ambos atores protagonistas da telenovela Patito feio se encontravam fazendo uma turnê da novela na América Latina, Patito feio: O Show mais lindo. Durante a conferência de imprensa o grupo mencionado difundiu um vídeo de dois minutos com o depoimento da atriz, detalhando a denúncia, afirmando ela que sucedeu na habitação de Darthés no hotel em que se alojava o elenco. Fardín explicou que não se tinha animado a realizar a denúncia até que Calu Rivero a fez e o grupo de mulheres do coletivo de atrizes decidiu a apoiar. A denúncia tem tido um grande impacto na sociedade argentina e tem chegado a ser considerado por algumas pessoas como um antes e depois para a luta contra a violência de gênero na Argentina.
A dois dias de que se fizesse pública a denúncia de Fardín, Darthés deu uma entrevista ao jornalista Mauro Viale, na qual se defendeu das acusações. Afirmou que a denuncia não era verdade, que se a mesma fosse verdadeira teria sido o primeiro em se condenar e que foi Fardín em realidade quem se lhe insinuou e quis lhe dar um beijo. Seguindo à denúncia, o Ministério Público da Nicarágua publicou uma nota de imprensa na que se informava que tanto o ministério como a Polícia Nacional do país centro-americano se encontravam realizando uma investigação. Às denúncias de abuso sexual recentes, também se somou a atriz Gianella Neyra, com a qual também compartilhou protagonismo em cenas.
Em 16 de outubro de 2019, a promotoria de Nicarágua acusou formalmente a Juan Darthés pelo delito de violação e, de acordo a uma fonte fiscal, esta era agravada pela existência de um vínculo de confiança (entre Darthés e Fardin) e porque produto da violação ela tem uma afetação psicológica grave. A acusação, enraizada no julgado Décimo Penal de Audiências de Managua, incluía ademais o pedido de prisão de Darthés, quem desde a publicação das denúncias residia em Brasil. Através de seu advogado César Guevara, Darthés pediu à justiça nicaraguense que não se expedira uma ordem de captura contra si e que se pesquisasse o passado da atriz. No entanto, o juiz nicaraguense Celso Urbina aceitou o pedido da promotoria, recusou a defesa do ator e solicitou que a ordem de prisão se tornasse internacional. Em 15 de novembro fez-se público que Interpol tinha emitido um alerta vermelho para prender Darthés.
Em 10 de junho de 2024, o Tribunal Regional Federal da 3ª Região (TRF-3), em São Paulo, condenou o ator argentino Juan Darthés a seis anos de prisão pelo estupro em 2009 da atriz Thelma Fardin, quando ela tinha 16 anos. À época, o acusado tinha 45 anos, segundo a advogada da vítima.

## Televisão
| Ano       | Telenovela                 | Personagem                   | Canal   |
| --------- | -------------------------- | ---------------------------- | ------- |
| 1984-1985 | La Viuda Blanca            | Juan                         | Canal 9 |
| 1985-1986 | Solo un hombre             | Alejandro "Aléx" Ponce       | Canal 9 |
| 1988      | Pasiones                   | Luis "Luisin" Linares        | Canal 9 |
| 1990-1991 | Una voz en elno teléfono   | Daniel                       | Canal 9 |
| 1992      | La elegida                 | Diego Martín Nevares         | Canal 9 |
| 1992-1993 | El precio del poder        | Jorge Ruíz                   | Canal 9 |
| 1993-1994 | Marco, el candidato        | Carlos Cassirone             | Canal 9 |
| 1995-1996 | Por simpre mujercitas      | Eduardo Adler                | Canal 9 |
| 1997      | Los hermanos Pérez Conde   | Juan Pérez Conde             | Canal 9 |
| 1997      | Los herdeiros del poder    | Facundo Pérez Iraola         | Canal 9 |
| 1998      | Te quiero, te quiero       | Tomás                        | Canal 9 |
| 1998-1999 | Gasoleros                  | Pedro Fernández              | O treze |
| 2000      | Primicias                  | Manuel Révora                | O treze |
| 2000-2001 | Ilusiones compartidas      | Mario Miranda                | O treze |
| 2002      | 099 Central                | Nicolas "Popeye" González    | O treze |
| 2003      | Soy Gitano                 | José Miguel "Josemi" Heredia | O treze |
| 2004      | Culpable de este amor      | Agustín Rivero               | Telefe  |
| 2005-2006 | Se dice amor               | Bautista Venegas             | Telefe  |
| 2007-2008 | Patito feio                | Leandro Díaz Rivarola        | O treze |
| 2012-2013 | Dulce amor                 | Julián Giménez               | Telefe  |
| 2014      | Camino al amor             | Ángel Rossi (Colucci)        | Telefe  |
| 2016      | Los ricos no piden permiso | Antonio Villalba             | O treze |
| 2018      | Simona                     | Diego Guerrico               | O treze |

### Miniseries
| Ano       | Telenovela   | Canal    | Personagem          |
| --------- | ------------ | -------- | ------------------- |
| 1992-1995 | Alta comédia | Azul TV  | Ep: "Sin salida"    |
| 1999      | Mamitas      | Azul TV  | Guillermo           |
| 2005      | Botines      | Canal 13 | Ep: "Las mejicanas" |

### Teatro
| Ano         | Obra                                            | Director                  |
| ----------- | ----------------------------------------------- | ------------------------- |
| 1988 - 1989 | Discepolín                                      | Alberto Fernández de Rosa |
| 1991        | A inhundible Molly Brown                        | Juan Carlos Cuacci        |
| 1992        | El diluvio que viene                            | Mario Ciriglione          |
| 1995        | El beso de la mujer araña                       | Harold Prince             |
| 1998        | Nine                                            | Omar Cyrulnik             |
| 2001        | 50 e 50, Discépolo                              | Ismael "Paco" Hasse       |
| 2002        | Discépolo, esa mezcia milagrosa                 | Ismael "Paco" Hasse       |
| 2007 - 2008 | Patito Feio: La história más linda en el Teatro | Jorge Montero             |
| 2010        | Arráncame la vida                               | Chico Novarro             |
| 2011        | Un amor de novela                               | Valeria Ambrosio          |
| 2013        | Amor porteño                                    | Diego Vila                |
| 2017        | Lo prohibido                                    | Diego Vila                |

### Discografía
- 1998: Solidões, de Epsa Music
- 2000: A uns olhos.
- 2004: Así, de Sony Music Entertainment
- 2007: Patito Feio
- 2008: Patito Feio: la vida es una fiesta.
- 2009: Promesas de amor, de Epsa Music
- 2010: Arráncame la vida.
- 2012: Canciones de amor y novelas
- 2014: Ahora, de Warner Music

## Prêmios
| Ano  | Prêmios                       | Categoria                                       | Programa                   | Resultado |
| ---- | ----------------------------- | ----------------------------------------------- | -------------------------- | --------- |
| 1995 | Prêmios Martín Fierro         | Melhor ator de novela                           | Por siempre mujercitas     | Indicado  |
| 2002 | Prêmios Martín Fierro         | Melhor ator de partilha                         | 099 Central                | Indicado  |
| 2003 | Prêmios Martín Fierro         | Melhor ator protagonista de novela              | Soy gitano                 | Indicado  |
| 2004 | Prêmios Martín Fierro         | Melhor ator protagonista de novela              | Culpado deste amor         | Indicado  |
| 2011 | Prêmios Martín Fierro de cabo | Melhor programa musical de tango                | La esquina del abasto      | Vencedor  |
| 2013 | Prêmios Martín Fierro         | Melhor ator protagonista de ficção diária       | Dulce amor                 | Indicado  |
| 2013 | Prêmios Martín Fierro de cabo | Melhor programa musical de tango                | Lo mejor de la esquina     | Indicado  |
| 2015 | Prêmios Martín Fierro de cabo | Melhor programa musical de tango                | La esquina del abasto      | Ganhador  |
| 2016 | Prêmios Martín Fierro         | Melhor ator protagonista de ficção diária/drama | Los ricos no piden permiso | Ganhador  |